# Storia dei Green Bay Packers

Il logo dei Green Bay Packers

I Green Bay Packers sono un club di football americano professionistico nato nel 1919 con sede a Green Bay, Wisconsin, USA. Questa voce approfondisce la storia della franchigia dalla fondazione ad oggi.

## Fondazione
I Green Bay Packers furono fondati l'11 agosto 1919 da Curly Lambeau e George Whitney Calhoun. Lambeau trovò i soldi per le uniformi dall'impresa dove lavorava, la Indian Packing Company. Gli furono assegnati 500 dollari per le uniformi e gli equipaggiamenti, a condizione che la squadra portasse il nome dello sponsor. Ad oggi, "Green Bay Packers" è il più vecchio nome ancora in uso nella NFL.

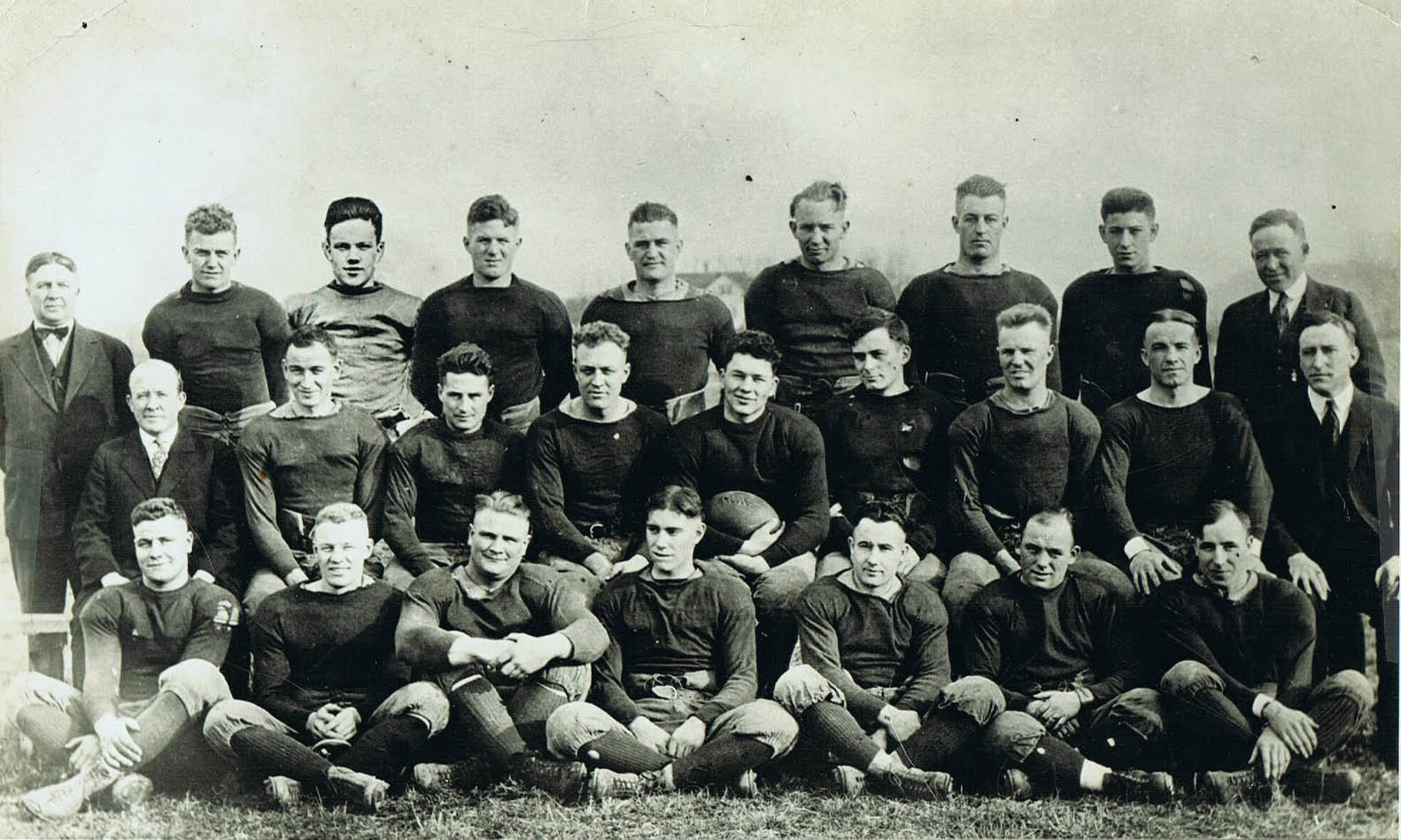
I Packers del 1920.

I Packers inizialmente giocarono le loro prime sfide contro squadre del Wisconsin e del nord del Michigan. I successi della squadra nel 1919-20 la portarono rapidamente ad unirsi alla American Professional Football Association, con la lega che cambiò il suo nome in National Football League nel 1922. Tuttavia, la franchigia fu esclusa dalla lega alla fine della stagione 1921 quando fu rivelato che i Packers avevano usato giocatori di college durante una partita. Come emerse, l'uomo che fece queste rivelazioni alla lega fu George Halas dei Chicago Staleys, cui cambiò il nome in Bears l'anno successivo. Questo incidente diede inizio all'infuocata rivalità tra Packers e Bears. Lambeau fece appello alla lega e la squadra fu riammessa, anche se Lambeau dovette pagare una tassa di ammissione di 50 dollari per fare ciò. Altri fattori minacciarono la vita della franchigia ma un gruppo di imprenditori locali, conosciuti come gli "Hungry Five," si prese carico della squadra e fondò la Green Bay Football Corporation nel 1923, la quale continua a dirigere la franchigia ancora oggi.

## Compagnia pubblica
I Packers sono attualmente l'unica franchigia degli sport nordamericani ad avere una proprietà pubblica (anche se altre squadre, come Los Angeles Dodgers [Magic Johnson], Atlanta Braves [Liberty Media, precedentemente Time Warner], New York Rangers [Cablevision], Carolina Hurricanes [Compuware] e Toronto Blue Jays [Rogers Communications] sono possedute da società scambiate pubblicamente). Tipicamente, una squadra è posseduta da una persona, un consorzio o un'entità corporativa, in ogni caso "da un proprietario della squadra". È stato speculato che questa sia una delle ragioni per cui i Green Bay Packers non si siano mai spostati da Green Bay, una città di soli 104.057 abitanti secondo il censimento del 2010.

## L'era di Curly Lambeau

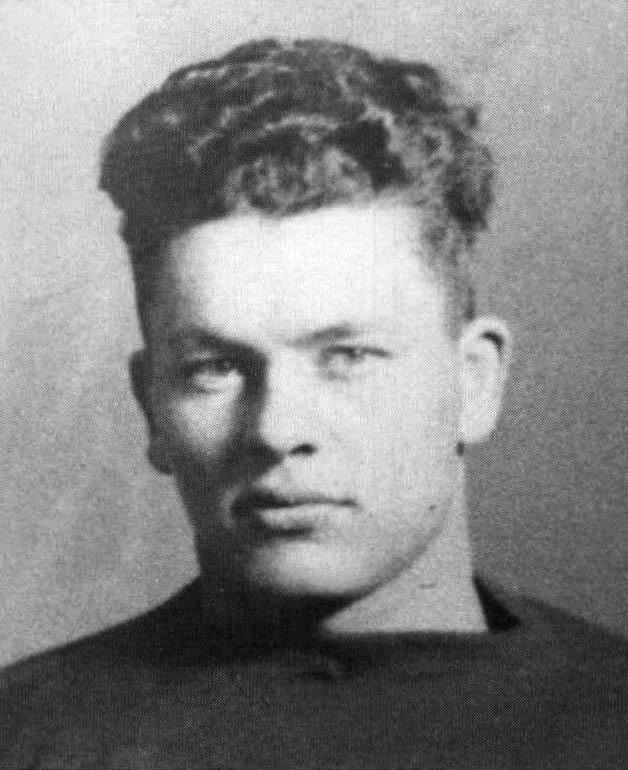
Il fondatore dei Packers Curly Lambeau

### 1929-1931: primi titoli
Dopo essere arrivata a un passo dal titolo nel 1927, la squadra allenata da Lambeau vinse il suo primo campionato NFL 1929 facendo registrare un record di 12 vittorie, un pareggio e nessuna sconfitta, con una difesa che per otto volte tenne gli avversari a zero punti segnati. Green Bay si confermò campione anche nel 1930 e 1931, facendo meglio di New York Giants, Chicago Bears e chiunque altro nella lega, guidata in campo da futuri membri della Pro Football Hall of Fame come Mike Michalske, Johnny "Blood" McNally, Cal Hubbard e il nativo di Green Bay Arnie Herber. Tra i tanti primati fatti registrare dai Packers in quegli anni ci fu una striscia di 30 gare consecutive in casa senza sconfitte, un record NFL che resiste ancora oggi.
Tra le altre cose, Lambeau è accreditato per l'aver introdotto gli allenamenti quotidiani, il passaggio in avanti nella NFL, migliorato il gioco nei passaggi ed introdotto i viaggi aerei per le gare in trasferta

### 1935-1945: gli anni di Don Hutson
L'arrivo del ricevitore Don Hutson dall'Università dell'Alabama nel 1935 diede a Lambeau e ai Packers l'attacco più temuto e dinamico della lega. Accreditato di aver inventato le moderne traiettorie percorse dai ricevitori, Hutson guidò la lega in ricezioni per otto stagioni e i Packers alla vittoria del campionato NFL nel 1936, 1939 e 1944. Dal lato difensivo, Hutson guidò la lega in intercetti nel 1940. In un'epoca in cui un gioco di successo tramite i passaggi era una cosa virtualmente sconosciuta, Don Hutson e i Green Bay Packers ne fecero il fulcro dei loro successi. Hutson detenne 18 dei principali record NFL all'epoca del ritiro, diversi dei quali resistettero per decenni e altri che devono ancora essere superati. Nel 1951 il suo numero 14 fu il primo ad essere ritirato dai Packers e venne indotto nella classe inaugurale della Pro Football Hall of Fame nel 1963.

## Anni bui (1945-1958)
Dopo la vittoria del campionato NFL del 1944, i Packers terminarono con un record di 6-4 nel 1945 e 6-5 nel 1946. Quell'anno, Lambeau acquistò Rockwood Lodge, creando la prima struttura di allenamento omni-comprensiva del football professionistico. L'acquisto fu controverso tra i dirigenti dei Packers e il deterioramento dei rapporti con queste persone furono uno dei motivi per cui Lambeau lasciò la squadra agli inizi degli anni cinquanta. Oltre a ciò, il record da allenatore di Lambeau era sceso rapidamente dopo che Don Hutson si era ritirato nel 1945.

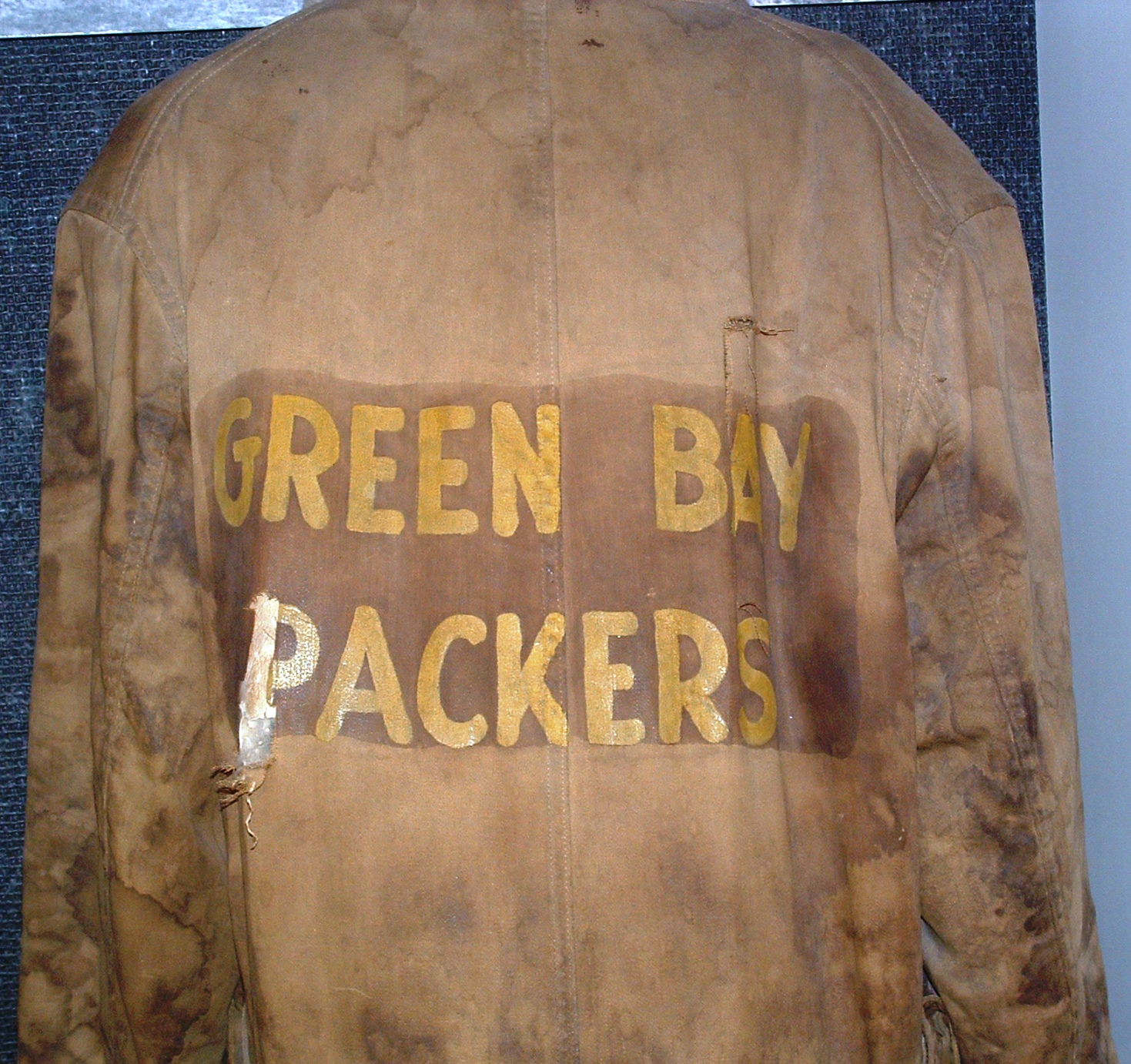
Una vecchia uniforme dei Packers esposta alla Pro Football Hall of Fame.

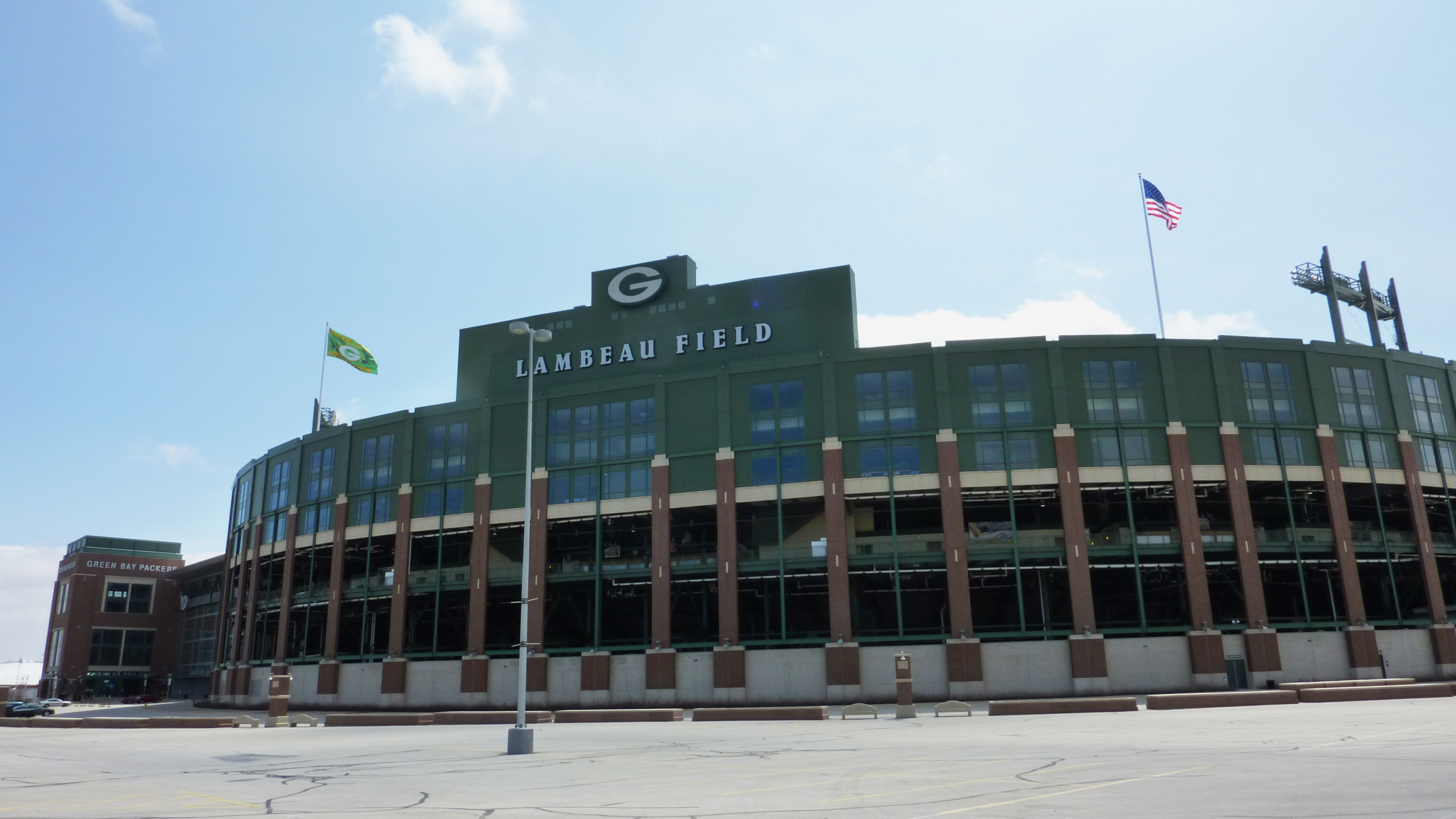
I Packers si spostarono al Lambeau Field, all'epoca "New City Stadium", nel 1957

La NFL portò il numero di gare stagionali a 12 nel 1947 e Green Bay terminò con un bilancio di 6-5-1. La squadra vinse sole tre gare nel 1948 e iniziò ad attraversare problemi finanziari che portarono a scendere a un record di 2-10 nel 1949. Dopo quella stagione, Curly Lambeau rassegnò le dimissioni come allenatore. Una racconta fondi nel 1950 raccolse 118.000 dollari per la franchigia in difficoltà. Gene Ronziani sostituì Lambeau come allenatore e la squadra iniziò ad utilizzare le uniformi color verde e oro che poi avrebbe sempre continuato a portare. La squadra vinse solamente tre gare nel 1951. Nella stagione successiva salì a 6-6 raggiungendo quasi i playoff, prima di perdere una partita decisiva contro i Detroit Lions.

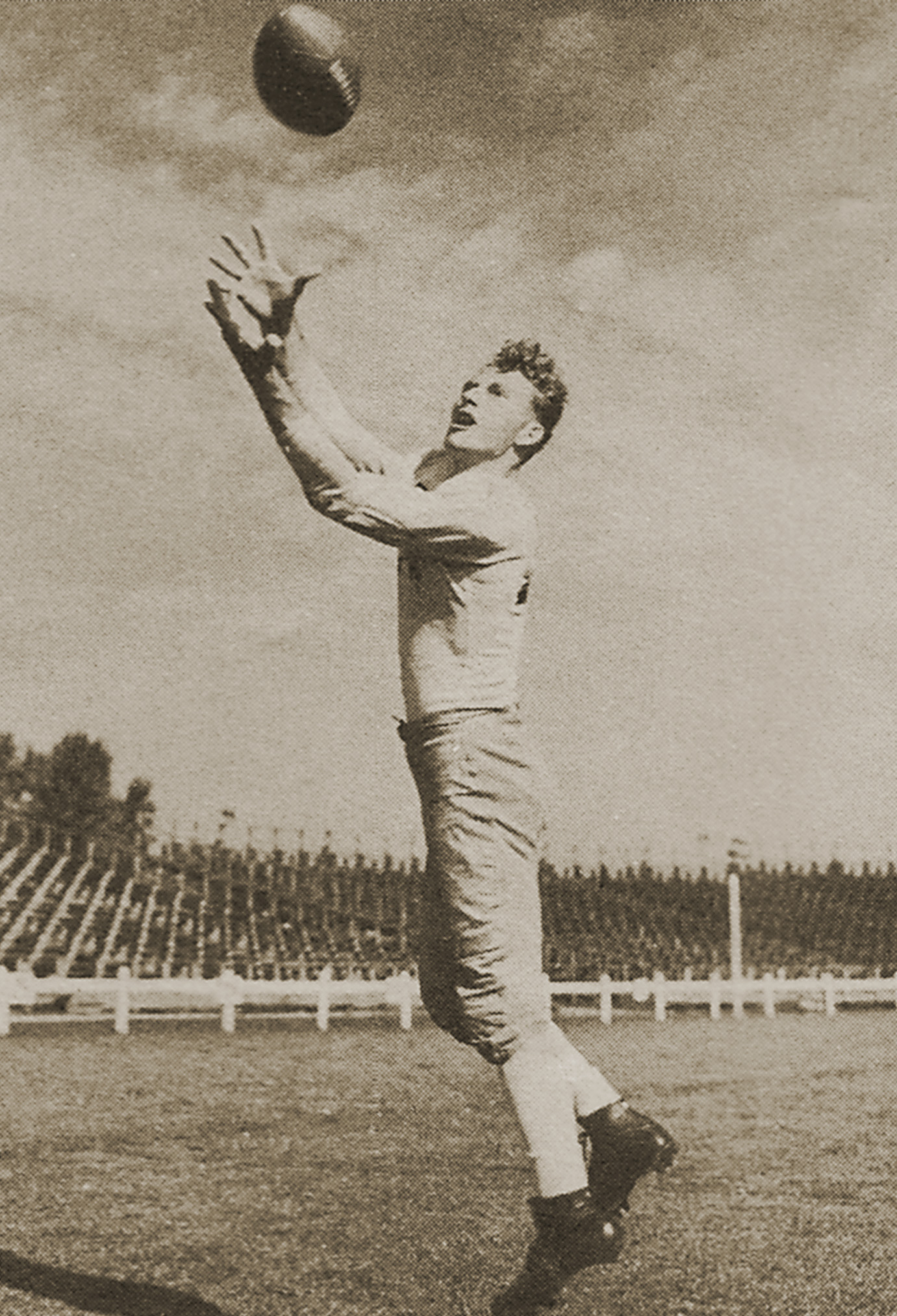
Don Hutson nel 1940.

Durante questo periodo, iniziò a presentarsi la necessità della costruzione di un nuovo stadio. Il City Stadium era una struttura decisamente inadeguata con i suoi soli 25.000 posti a sedere. Inoltre i giocatori utilizzavano gli spogliatoi della vicina scuola superiore. Per migliorare la struttura, i Packers iniziarono ad utilizzare l'appena costruito Milwaukee County Stadium per una o due gare all'anno, una pratica che continuò fino al 1995.
La prima gara disputata al MCS su una sconfitta 27-0 per mano dei Cleveland Browns, dopo il quale i Packers terminarono con un record di 2-7-1, licenziando Gene Ronziani. Verne Llewellyn fu assunto come general manager nel 1954 e Lisle Blackbourn della Marquette University come capo-allenatore, ma la squadra vinse solo quattro gare in quella stagione. Un record di 6-6 nel 1955 riportò la squadra in lotta per i playoff ma una sconfitta contro i Bears pose fine alle loro speranze. I Packers scesero a 4-8 nel 1956, una stagione degna di nota per aver scelto nel Draft il quarterback dall'Università dell'Alabama Bart Starr.
Nel frattempo, la NFL minacciò di obbligare i Packers a trasferirsi a Milwaukee se non si fossero dotati di uno stadio adeguato. La città di Green Bay approvò il bando per l'approvazione di un nuovo stadio 1956 e il nuovo New City Stadium che fu completato in tempo per la stagione 1957 col Vice Presidente Nixon che presenziò alla cerimonia di inaugurazione dello stadio e alla partita di inaugurazione in cui i Packers sconfissero Chicago 21-17. La stagione si concluse però con un deludente record di 3-9 e Lisle Blackbourn rassegnò le sue dimissioni come capo-allenatore. Ray "Scooter" MacLean lo sostituì ma i Packers crollarono al peggior record della lega, 1-10-1 nel 1958.
Dopo la disastrosa stagione 1958, Vince Lombardi fu assunto come capo-allenatore. In precedenza era stato assistente allenatore ai Giants ed ogni suo tentativo di raggiungere la posizione di capo-allenatore non andò a buon fine. Appena ricevuto l'incarico di nuovo allenatore, Lombardi affermò la sua famosa frase "Da ora, sono al comando". Quello significò che da quel momento, lui e i suoi assistenti avrebbero preso tutte le decisioni riguardo al campo, coi dirigenti che si sarebbero limitati a gestire il lato economico e finanziario della franchigia. Un altro cambiamento minore introdotto da Lombardi fu quello di aggiungere ai caschi da gioco il classico logo dei Packers, presente ancora oggi.

## L'era di Vince Lombardi (1959-1967)
Diversi altri fattori contribuirono a far tornare i Packers al successo nel decennio successivo. Dopo che Pete Rozelle divenne Commissioner della NFL nel 1960 si assicurò che tutte le franchigie avessero le loro gare trasmesse in televisione, poiché fino a quel momento solo i grandi mercati come quelli dei Bears e dei Giants godevano di quel privilegio. Le entrate televisive contribuirono a riempire le casse di piccoli mercati come Green Bay e la nuova regola sulla condivisione degli utili assicurò che nessuna altra franchigia avrebbe potuto andare incontro alla bancarotta.

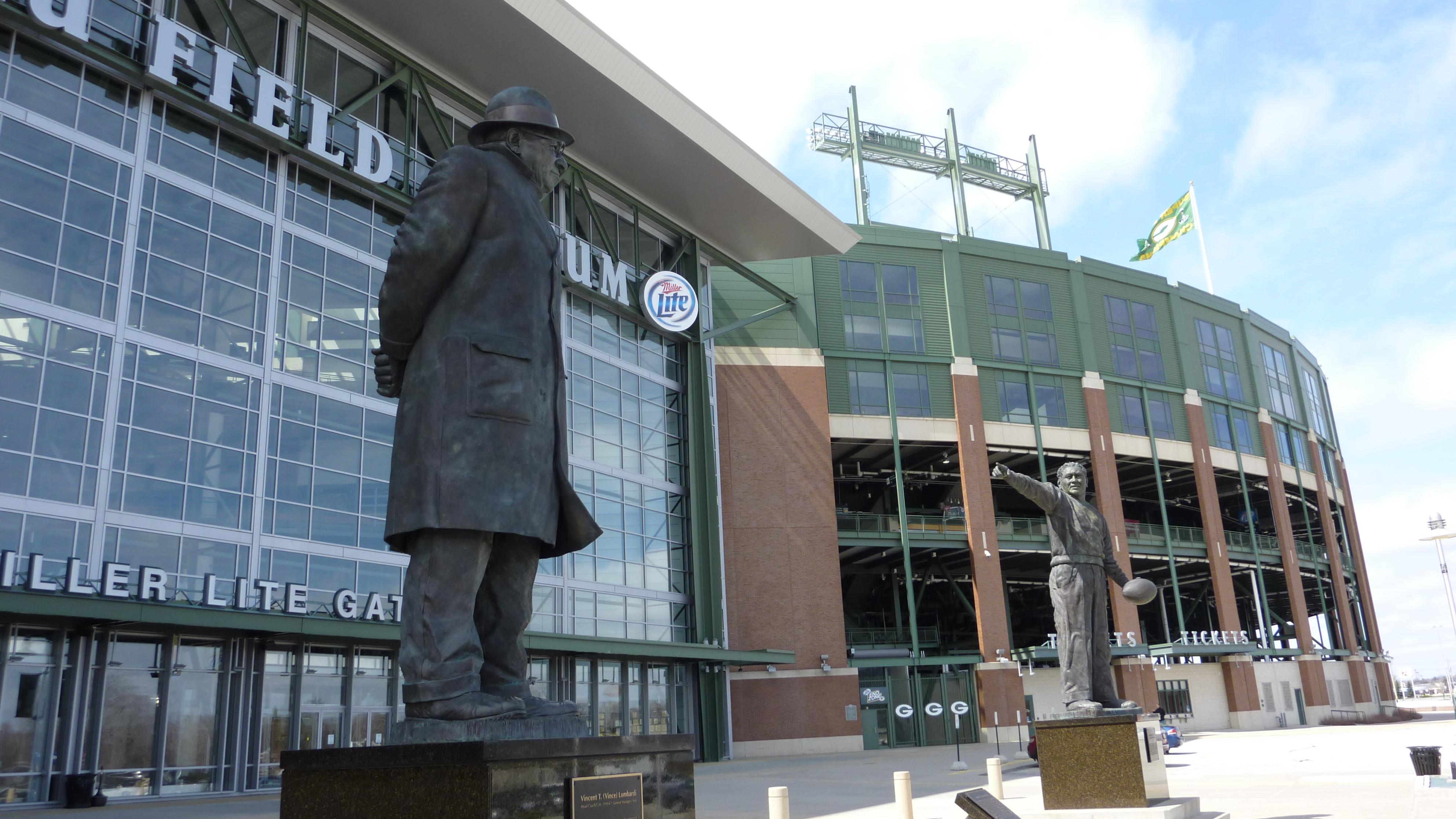
La statua di Vince Lombardi all'esterno del Lambeau Field.

L'era Lombardi iniziò in maniera promettente quando i Packers batterono i Bears nella gara di debutto della stagione 1959 senza far segnare agli avversari alcun punto. Quella stagione si concluse con un bilancio di 7-5, il primo positivo negli ultimi 12 anni. Una vittoria per 21-0 sui Washington Redskins il 22 novembre fu l'ultima gara della squadra, fino ad oggi, a non far segnare il tutto esaurito.
Nel 1960, i Packers terminarono con un record di 8-4, vincendo il loro primo titolo di division dal 1944, guidati dai 176 punti segnati dal running back Paul Hornung. Sempre da quell'anno riuscirono a tornare in finale contro i Philadelphia Eagles che giocavano nel campo casalingo del Franklin Field e vinsero 17-14. Quella fu l'unica sconfitta nei playoff della carriera di Vince Lombardi.
Dopo un record di 11-3 nella nuova stagione portata a 14 gare, i Packers vinsero ancora la propria division arrivando in finale del campionato 1961, questa volta al New City Stadium. Lì batterono i Giants 27-0 e la squadra vinse il suo primo titolo dal 1944, il settimo totale.
I Packers fecero ancora meglio nel 1962, vincendo 13 partite su 14, di cui 11 consecutive, inclusa una rivincita contro gli Eagles al Franklin Field. Green Bay vendicò la sconfitta nella finale del 1960 per 41-0 in una gara divenuta nota come "La rivincita di Lombardi". Fu l'ultima vittoria dei Packers a Philadelphia fino al 2010. La squadra raggiunse nuovamente la finale, questa volta tenutasi allo Yankee Stadium. In un gelido giorno di dicembre, Green Bay superò i Giants 16-7 vincendo il suo secondo titolo consecutivo.
Green Bay non riuscì a centrare il terzo titolo consecutivo nel 1963 quando Hornung fu sospeso della NFL per aver puntato sulle gare della lega. Senza di lui la squadra terminò comunque con un record di 11-2-1 ma perse entrambe le partite coi Bears, che vinsero la division e alla fine anche il campionato. I Packers furono costretti a volare a Miami per disputare l'imbarazzante "Playoff Bowl", una gara di esibizione che la NFL tenne ogni gennaio nel periodo 1960-69 tra le seconde classificate di ogni conference. Lì batterono Cleveland 40-23 ma Vince Lombardi non ne fu affatto soddisfatto, definendo il Playoff Bowl "Lo Shit Bowl. Una gara da perdenti per perdenti. Perché è tutto ciò che è il secondo posto."
I Packers sembrarono aver esaurito il loro ciclo nel 1964, vincendo sole otto partite, perdendone cinque e pareggiandone una. Ancora una volta dovettero recarsi all'inutile Playoff Bowl a Miami, questa volta contro i Chicago Cardinals, dove furono vittoriosi per 24-17. Lombardi ebbe parole ancora più dure rispetto all'anno precedente.
Dopo due anni di assenza dai playoff, i Packers si rialzarono nel 1965. Essi vinsero alcune gare cruciali, incluso un 42–27 sui Baltimore Colts, una gara in cui Paul Hornung (di ritorno dallo scandalo delle scommesse e degli infortuni) segnò cinque touchdown. I Packers in seguito batterono nuovamente i Colts nei playoff per il titolo della Western Conference. In una finale dominata dalle corse di Hornung e Taylor i Packers batterono i Cleveland Browns, vincendo il terzo titolo dell'era Lombardi.
Il 1966 si rivelò essere uno degli anni più importanti della storia dei Packers e di tutta la NFL: nel 1959, Lamar Hunt e diversi altri, frustrati dalla mancanza di interesse della NFL nel volersi espandere, diedero vita a una lega rivale, la American Football League. La AFL fu inizialmente derisa dalla NFL, ma nel 1965 era divenuta una sua pericolosa avversaria, in grado di strapparle di diversi giocatori promettenti dal college, culminando nella firma da parte dei New York Jets del quarterback da Alabama Joe Namath per l'allora incredibile cifra di 400.000 dollari. Nella primavera del 1966, NFL e AFL decisero per una fusione in un'unica grande lega, ma solo quando le formazioni di entrambe le leghe fossero giunte a un pari livello di competitività. Fino ad allora, le squadre campioni delle due leghe si sarebbero scontrate in campo neutro a gennaio per incoronare il campione indiscusso.
I Packers nel frattempo disputarono una delle migliori stagioni della storia della franchigia, terminando con un record di 12-2 e con Bart Starr che venne nominato MVP della NFL. Nella finale di campionato, Green Bay superò i Dallas Cowboys campioni della Eastern Conferen per 34-27 vincendo il titolo NFL. I Packers successivamente i Kansas City Chiefs della AFL per 35-10 nel Super Bowl I al Los Angeles Memorial Coliseum. Bart Starr fu nominato MVP del Super Bowl dopo aver completato 16 passaggi su 23 tentativi per 250 yard e 2 touchdown.

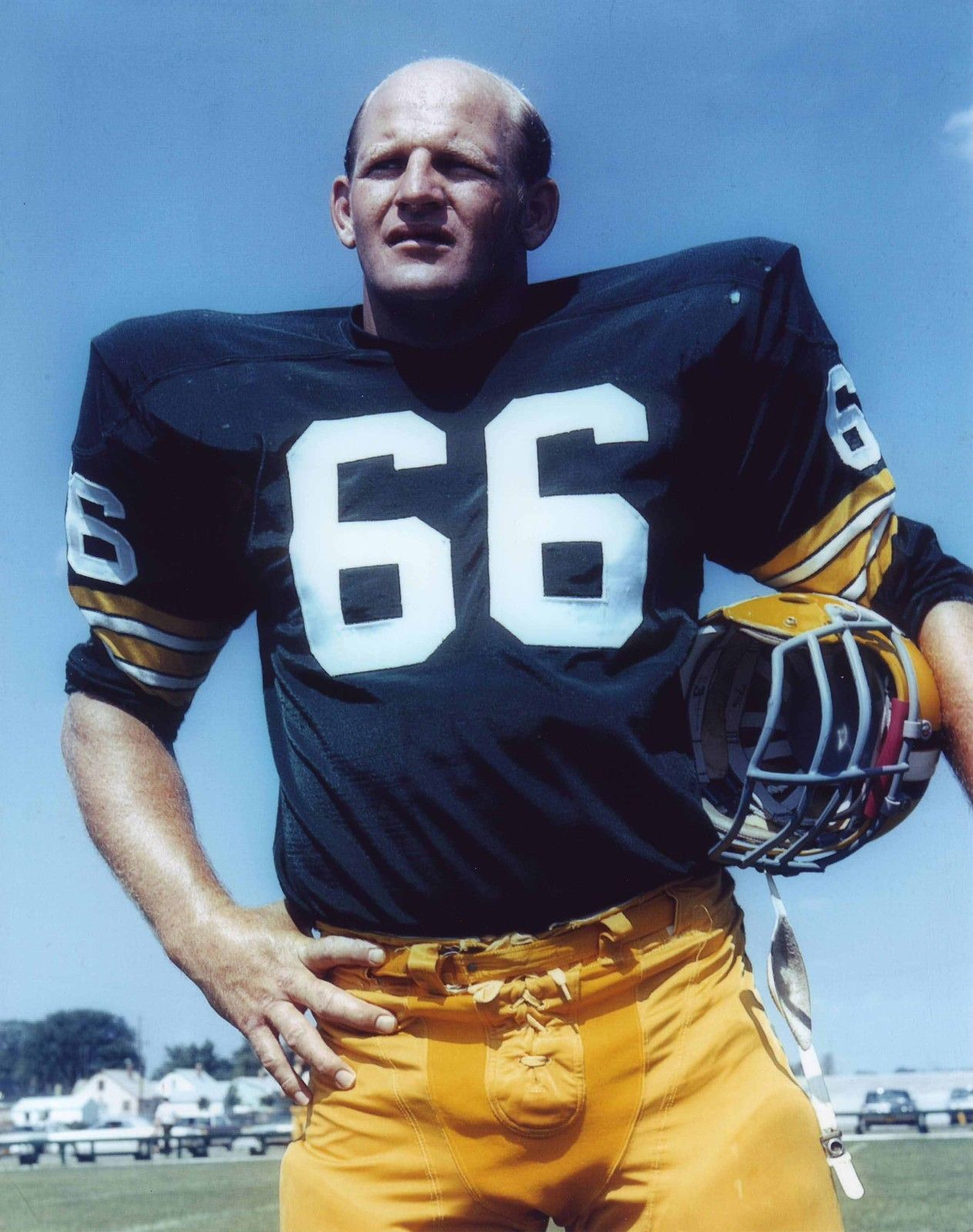
Ray Nitschke.

Il 1967 segnò l'ultimo trionfo di Vince Lombardi. I Packers avevano iniziato a sentire visibilmente i segni di anzianità e la squadra terminò con un record di 9-4-1. Nei playoff batterono i Los Angeles Rams al Lambeau Field e incontrarono nuovamente Dallas in finale di conference. Quella gara divenne nota come "Ice Bowl" a causa delle condizioni gelide in cui fu disputate. Ancora una volta, Green Bay prevalse con un punteggio 21-17. I Packers ebbero così la possibilità di sfidare nuovamente i campioni della AFL, gli Oakland Raiders questa volta, all'Orange Bowl di Miami. Giunti a quel punto, Lombardi e la sua squadra erano diventati molto più fiduciosi e batterono facilmente Oakland 33-14. Di nuovo, Starr fu nominato MVP della gara.
Alla fine di quella gara, Vince Lombardi annunciò le sue dimissioni come capo-allenatore, anche se mantenne il suo ruolo di general manager. Phil Bengston prese il suo posto.
Prevedibilmente, il 1968 fu un anno mediocre per i Packers (6-7-1) dal momento che Bengston non si dimostrò all'altezza di sostituire Lombardi e che diversi giocatori chiave si ritirarono. Nel frattempo, un esausto Vince Lombardi annunciò il suo ritiro completo dal football professionistico e Phil Bengston assunse anche la carica di general manager. I Packers salirono a un record di 8-6 nel 1969 ma altri giocatori continuarono a ritirarsi.
Green Bay vinse solamente sei gare nel 1970. Nel frattempo, Vince Lombardi cedette alle offerte dei Redskins, che lo nominarono capo-allenatore e proprietario del 50% della squadra. Guidò la squadra a un record di 7-5-2 nel 1969, preservando il suo record di non aver mai guidato alcuna squadra a una stagione con un bilancio negativo. Lombardi però si ammalò di cancro nel 1970 e morì all'età di 57 anni.
La appena fusa NFL diede il suo nome al trofeo del Super Bowl e la strada davanti al Lambeau Field fu chiamata Lombardi Avenue. I Packers dopo la stagione persero Phil Bengston che rassegnò le sue dimissioni da capo-allenatore. Dan Devine assunse il suo ruolo e iniziò il suo tentativo di rimpiazzare i leggendari giocatori del decennio precedente con atleti più giovani. Bart Starr fu l'ultimo ad andarsene dopo aver disputato quattro gare come titolare nel 1971 in cui lanciò tre intercetti, segnò un touchdown su corsa e completò 24 passaggi su 45 tentativi. La maggior parte del tempo però come quarterback nel 1971 giocò l'appena scelto Scott Hunter e a fine anno Starr si ritirò all'età di 36 anni.

## Un nuovo periodo buio (1972-1991)
Per oltre un quarto di secondo da quando Lombardi lasciò i Packers, essi ebbero ben pochi successi. La ragione principale furono le scelte discutibili effettuate nei draft. Per citare alcuni esempi, quando nel Draft NFL 1972 il running back futuro membro della Hall of Fame Franco Harris era ancora disponibile, i Packers scelsero il mediocre quarterback Jerry Tagge. Nel Draft NFL 1981, quando non meno di tre difensori sempre futuri Hall of Famer erano ancora selezionabili, Ronnie Lott, Mike Singletary e Howie Long, i Packers scelsero un altro quarterback che si rivelò di basso livello, Rich Campbell. Infine, nel 1989, quando future leggende quali Barry Sanders, Deion Sanders e Derrick Thomas erano disponibili, i Packers scelsero come secondo assoluto l'offensive lineman Tony Mandarich. Anche se Mandarich aveva ricevuto altissime valutazioni da quasi tutti gli osservatori all'epoca, fallì nel mantenere le aspettative.
Anche se i Packers non avrebbero più avuto stagioni vincenti fino al 1992, ci furono anche momenti che riportarono alla mente i giorni di gloria della squadra. Nel 1972, guidati dai running back John Brockington MacArthur Lane e da una buona difesa in cui si inserì il rookie Willie Buchanon, i Packers vinsero la NFC Central Division con un record di 10–4, perdendo nei playoff coi Washington Redskins 16-3. Nel 1975, diretti dal nuovo allenatore Bart Starr, i Packers vinsero solo quattro partite, ma una di queste fu contro i futuri campioni della NFC, i Dallas Cowboys, 19-17.

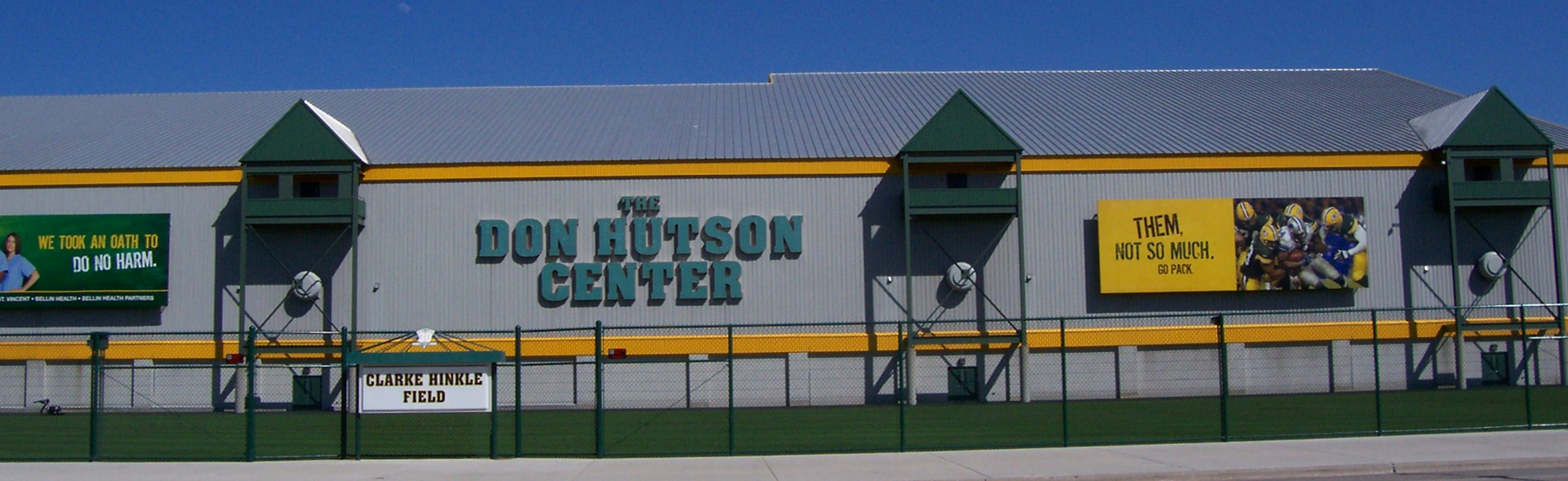
Il Don Hutson Center

Il 1976 fu un'altra annata negativa, coi Packers che terminarono con un record di 5-9, il peggiore della loro division, che scese a 4-10 nell'anno successivo. I frequenti cambi di quarterback furono uno dei problemi principali della franchigia. Quando la NFL portò la stagione regolare a 16 partite nel 1978, Green Bay vinse sei delle prime sette partite, principalmente grazie a un calendario abbordabile, ma poi calò nettamente, terminando con un bilancio di 8-7-1.

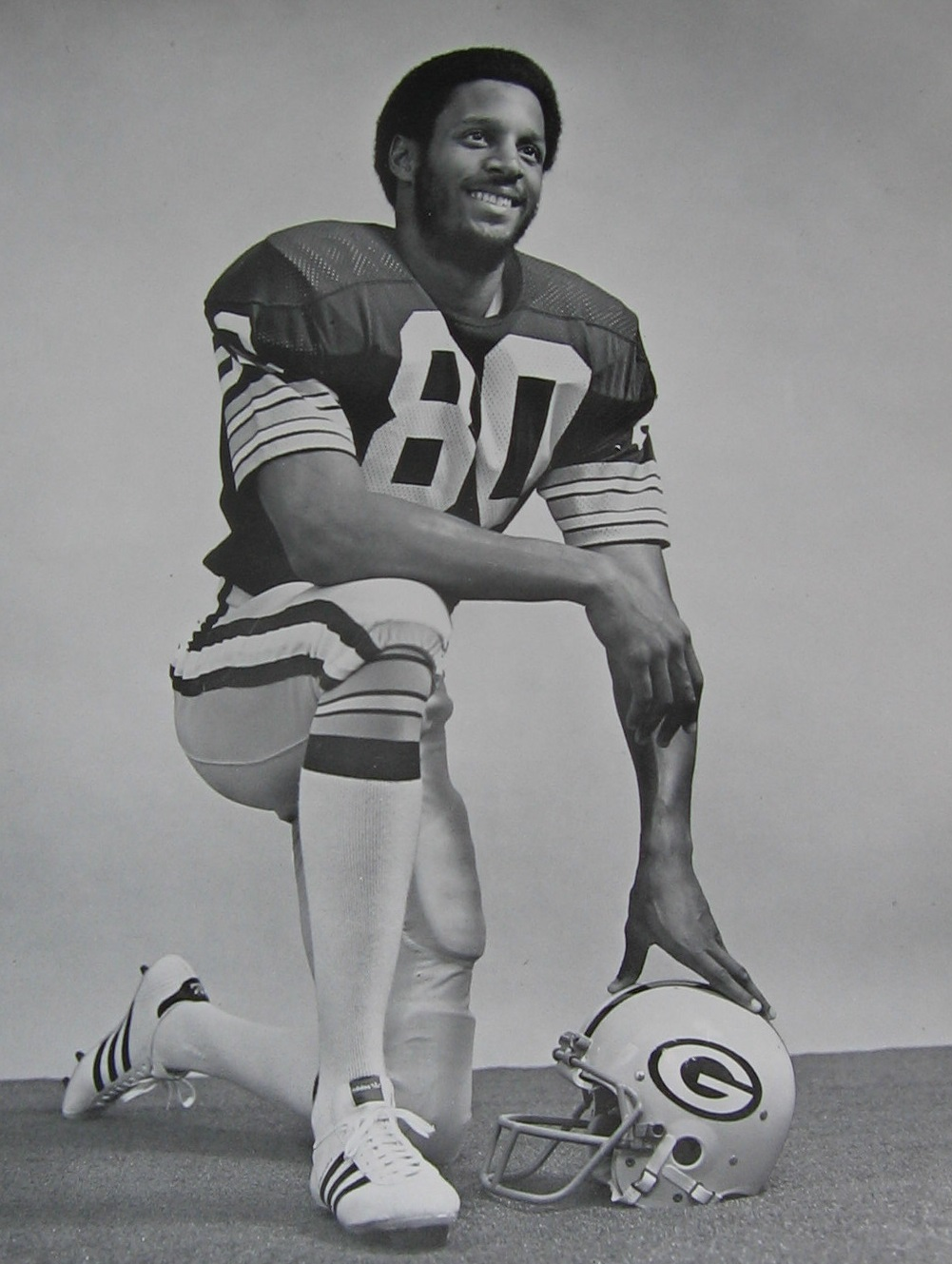
Il ricevitore membro della Hall of Fame James Lofton giocò coi Packers dal 1978 al 1986

All'inizio degli anni ottanta l'attacco dei Packers poté contare su stelle come il quarterback Lynn Dickey e i wide receiver James Lofton e John Jefferson. Dopo che la stagione 1978 aveva contribuito a risollevare il morale dei tifosi, la squadra terminò le due stagioni successive con record di 5-11 e 5-10-1. Nel 1981 i Packers giunsero vicini a raggiungere i playoff ma persero l'ultima gara della stagione in trasferta coi Jets e terminarono con un bilancio di 8-8.
Dopo che la stagione 1982 fu ridotta a sole nove partite per uno sciopero dei giocatori, la NFL allargò eccezionalmente i playoff alle prime otto classificate di ogni conference. Con un record di 5-3-1 i Packers riuscirono a qualificarsi e batterono nettamente i Cardinals 41-16 nel primo turno ma nel successivo furono eliminati dai Cowboys 36-27. Un'altra annata con un record di 8-8 la stagione successiva portò all'addio di Bart Starr come capo-allenatore. Forrest Gregg gli succedette ma dopo altre due stagioni con un bilancio di 8-8 decise di svincolare diversi giocatori anziani e di puntare su forze fresche. I Packers produssero un record di 4-12 nel 1986, tipico per una fase di ricostruzione.
Un altro sciopero colpì la lega nel 1987. Durante quel periodo, le squadre utilizzarono giocatori di riserva. Con essi i Packers vinsero una partita e ne persero due prima che i giocatori regolari tornassero e la stagione si concludesse con un record di 5-9-1. A seguito di ciò, Forrest Gregg si dimise facendo posto Lindy Infante. La squadra continuò a faticare terminando con un record di 4-12 nel 1988.
Grazie a quel record, i Packers ebbero la seconda scelta assoluta nel Draft 1989, con cui selezionarono dalla Michigan State University l'offensive tackle Tony Mandarich. Questi (che in seguito ammise di aver fatto uso di steroidi al college) si rivelò una pessima scelta e dopo tre stagioni mediocri fu svincolato. La stagione 1989 fu la migliore degli ultimi 17 anni per la squadra che terminò con un record di 10-6 (inclusa una vittoria con i futuri vincitori del Super Bowl, i San Francisco 49ers), non raggiungendo però i playoff. Seguirono altre due stagioni con un record negativo, con 6-10 e 4-12 come record. Prima della stagione 1992, avvenne un drastico cambiamento: il nuovo general manager Ron Wolf assunse Mike Holmgren per sostituire Lindy Infante ma soprattutto i Packers acquisirono il quarterback al secondo anno Brett Favre dagli Atlanta Falcons.

## L'era di Brett Favre (1992-2007)

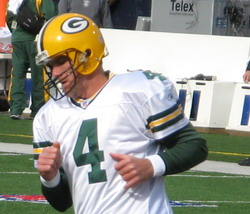
Brett Favre vinse tre titoli di MVP consecutivi coi Packers.

Favre diede ai Packers la prima vittoria della stagione 1992 quando subentrò all'infortunato quarterback Don Majkowski e guidò la squadra alla rimonta sui Cincinnati Bengals. Favre partì come titolare nella vittoria della settimana successiva contro i Pittsburgh Steelers e non saltò una sola gara come titolare per tutta la sua permanenza di 15 anni ai Packers, fino alla stagione 2007. Egli stabilì il nuovo record di gare consecutive disputate da un giocatore con 297, incluse le esperienze coi New York Jets e i Minnesota Vikings con la sua striscia che si concluse nel finale della stagione 2010.
I Packers terminarono con un record di 9–7 nel 1992 e iniziarono a mettersi in luce quando firmarono forse il free agent più ambito della storia della lega, Reggie White, nel 1993. White si convinse che Wolf, Holmgren e Favre stessero portando la squadra nella giusta direzione con "un impegno totale verso la vittoria". Con White tra le file della loro difesa, i Packers raggiunsero il secondo turno dei playoff sia nel 1993 che nel 1994, perdendo in entrambi i casi contro i Dallas Cowboys. Nel 1995, i Packers vinsero la NFC Central Division per la prima volta dal 1972 con Favre che fu nominato MVP della lega. Dopo una vittoria in casa per 37–20 contro l'ex squadra di Favre, gli Atlanta Falcons, i Packers sconfissero i San Francisco 49ers campioni in carica 27–17 a San Francisco e arrivarono fino alla finale della NFC, dove ancora furono superati dai Dallas Cowboys 38–27.

### 1996: vittoria del Super Bowl XXXI

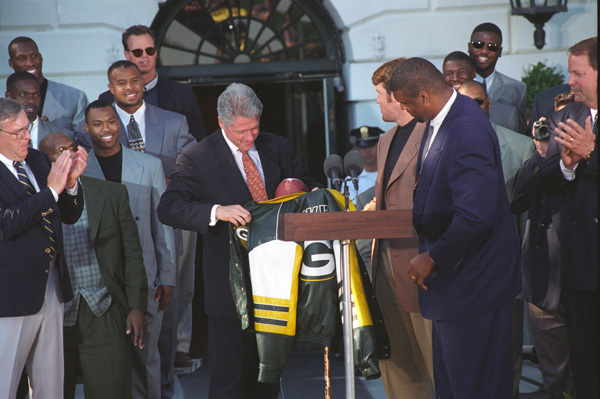
Favre e Reggie White con il Presidente Clinton durante la visita alla Casa Bianca dopo la vittoria del Super Bowl XXXI.

Nel 1996 la trasformazione dei Packers fu completa. La squadra terminò col miglior record della lega, 13–3, Favre fu premiato ancora come MVP e poteva contare sul miglior attacco, sulla miglior difesa e un reparto di special team che aveva tra le sue file il vincitore dell'Heisman Trophy Desmond Howard che ritornava punt e kickoff in touchdown. Dopo delle vittorie relativamente agevoli contro 49ers (35–14) e Carolina Panthers (30–13), Green giunse al primo Super Bowl in 29 anni. I Packers si trovarono in vantaggio 27-14 all'intervallo ma il quarterback dei Patriots Drew Bledsoe guidò la sua squadra con un veloce drive che si concluse con una corsa da 18 yard di Curtis Martin in touchdown che riportò i Patriots a una distanza di meno 6 punti nel terzo periodo. Rivitalizzati, i Patriots calciarono il successivo kickoff sulla linea delle 1 yard, ma Desmond Howard distrusse le speranze di New England con un ritorno da 99 yard in touchdown. Tale marcatura e la conseguente conversione da due punti dei Packers chiusero il punteggio della gara, coi Packers che vinsero 35-21 conquistando il loro dodicesimo titolo complessivo. Howard fu nominato MVP della gara grazie sl suo ritorno di kickoff. L'allora presidente dei Packers Bob Harlan diede il merito a Wolf, Holmgren, Favre e White per aver risollevato le fortune dell'organizzazione e aver trasformato i Green Bay Packers in una società modello.

### 1997: sconfitta nel Super Bowl XXXII
La stagione successiva, i Packers fecero registrare un altro record di 13–3 e Favre vinse il terzo premio di MVP consecutivo, questa volta condividendolo con Barry Sanders. Dopo aver eliminato i Tampa Bay Buccaneers 21–7 e i San Francisco 49ers 23–10 nei playoff, i Packers fecero ritorno al Super Bowl, venendo dati per favoriti di 11 punti e mezzo. La squadra invece venne battuta a sorpresa da John Elway e i suoi Denver Broncos nel Super Bowl XXXII, con un punteggio di 31–24.

### 1998

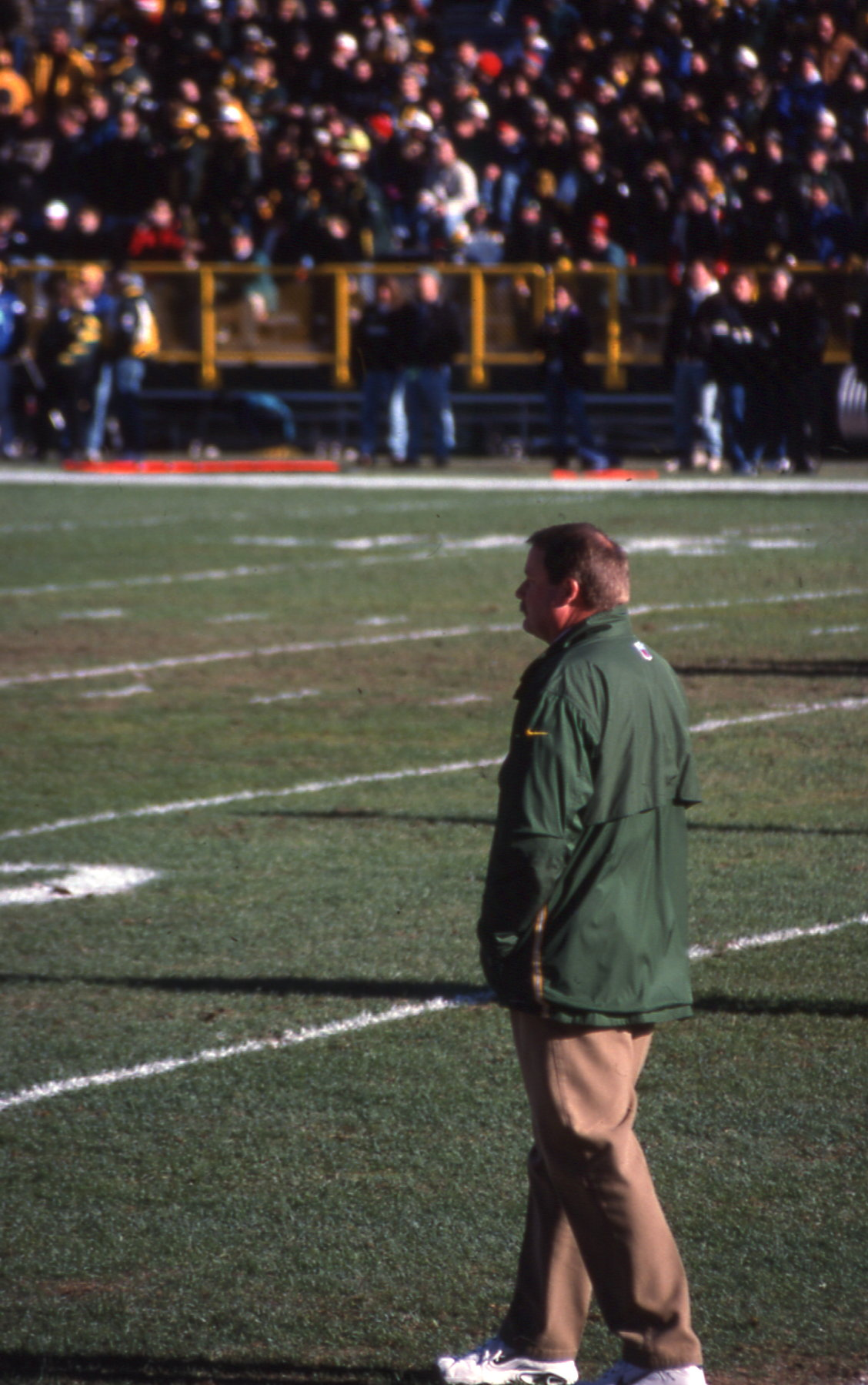
Mike Holmgren lasciò i Packers dopo la stagione 1998.

Nel 1998, i Packers terminarono con un record di 11–5 e incontrarono i San Francisco 49ers nel primo turno dei playoff. Fu il quarto anno consecutivo in cui le due squadre si incontrarono nei playoff e il sesto incontro totale dal 1995. I Packers avevano vinto tutte le precedenti sfide e i media ipotizzarono che un'altra sconfitta avrebbe segnato l'addio ai 49ers del capo-allenatore Steve Mariucci. Diversamente da quanto era accaduto negli anni precedenti però, la squadra in vantaggio cambiò diverse volte nel corso del match. Con 4 minuti e 19 secondi al termine della gara, Brett Favre e i Packers iniziarono un drive da 89 yard che si concluse con un passaggio di Favre in touchdown per il ricevitore Antonio Freeman, dandogli apparentemente la vittoria. Il quarterback di San Francisco Steve Young però guidò i Niners a un drive conclusosi col touchdown della vittoria di Terrell Owens a 4 secondi dalla fine. A fine partita però ci furono delle controversie: molti credettero che durante l'ultimo drive il ricevitore dei 49ers Jerry Rice avesse commesso un fumble, ma gli arbitri furono di diverso avviso. I replay televisivi sembrarono confermare questa evidenza e a partire dalla stagione successiva la NFL fece tornare in auge l'instant replay. In definitiva, questa gara segnò la fine di un'epoca per Green Bay. A distanza di pochi giorni, Mike Holmgren lasciò i Packers per diventare vice-presidente, general manager e capo-allenatore dei Seattle Seahawks. Gran parte del suo staff lo seguì, mentre Reggie White si ritirò a fine stagione (ma fece ritorno per un'annata coi Carolina Panthers nel 2000).

### 1999
Ray Rhodes fu assunto nel 1999 come nuovo capo-allenatore. Rhodes era stato un rispettato coordinatore difensivo nella lega e aveva ottenuto un moderato successo come allenatore dei Philadelphia Eagles dal 1995 al 1998. Ron Wolf credette che l'esperienza di Rhodes e il suo comportamento amichevole nei confronti dei giocatori si sarebbero adattati bene allo spogliatoio dei Packers. Rhodes però fu licenziato dopo una sola annata terminata con un record di 8–8. Wolf fece visita a un allenamento nel finale della stagione 1999 e credette che i giocatori fossero diventati troppo comodi a causa dello stile di Rhodes, affermando che l'atmosfera sembrava quella di un country club.

### 2000
Nel 2000, Wolf sostituì Rhodes con Mike Sherman. Sherman non aveva mai allenato a livello professionistico ed era relativamente sconosciuto ai circoli della NFL. Era stato solamente allenatore dei tight end di Packers nel 1998 e 1999. Successivamente, seguendo Holmgren, era diventato coordinatore offensivo dei Seahawks, anche se non era colui che chiamava gli schemi durante la partita. La sua stagione partì lentamente ma i Packers vinsero le ultime 4 partite, terminando con un record di 9-7. Brett Favre apprezzò l'atmosfera portata da Sherman nello spogliatoio di Green Bay e i tifosi erano ottimisti sulle prospettive future della squadra. A fine stagione però, a sorpresa Wolf si dimise da general manager, con effetto a partire dalla fine del Draft NFL 2001. Il presidente Bob Harlan fu sorpreso da questa decisione e non fu sicuro di come rimpiazzare Wolf. Wolf raccomandò ad Harlan di assegnare il suo lavoro a Sherman. Anche se il presidente non era pienamente convinto all'inizio, finì per assegnare a Sherman il doppio ruolo di allenatore e general manager.

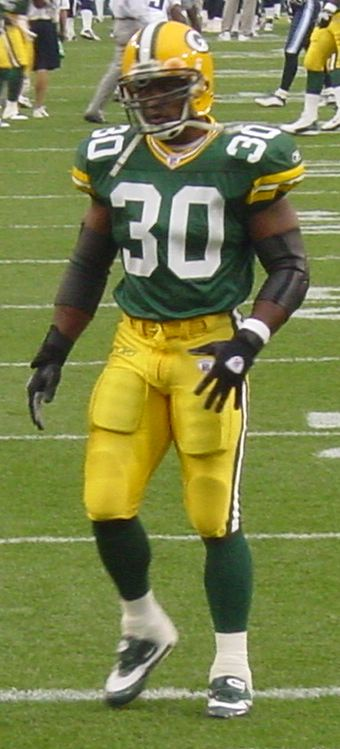
Ahman Green è il leader di tutti i tempi dei Packers per yard corse in carriera.

### 2001-2004
Dal 2001 al 2004, Sherman portò i Packers a dei record positivi nella stagione regolare, guidati dalle spettacolari giocate di Brett Favre, Ahman Green e un'ottima linea offensiva. Sherman però fallì nel momento di fare strada nei playoff. Prima del 2003, i Packers non avevano mai perso una gara casalinga di playoff da quando la NFL li aveva istituiti nel 1933 (erano su un record di 13–0, con 11 di queste vittorie a Lambeau Field e le altre due a Milwaukee.). Questa striscia si concluse il 4 gennaio 2003, quando gli Atlanta Falcons sconfissero i Packers 27–7 nel turno delle wild card. I Packers persero nuovamente in casa nei playoff contro i Minnesota Vikings due anni dopo.

### 2005-2006
Alla fine della stagione 2004, la squadra dei Packers sembrava un caso. Sherman dava l'impressione di essere sovraccarico di lavoro ed aveva problemi di comunicazione coi giocatori sul campo di allenamento con coloro i quali stavo negoziando il contratto. Harlan sentì che quel doppio ruolo era divenuto troppo per una sola persona e rimosse Sherman da general manager, lasciandolo in quello di allenatore. Harlan assunse il vice-presidente dei Seattle Seahawks Ted Thompson come nuovo direttore esecutivo, general manager e direttore delle operazioni del football. La relazione tra Thompson e Sherman apparve subito tesa, dal momento che il primo iniziò la fase di ricostruzione della squadra. Dopo un 2004 terminato con un record di 4–12, Thompson licenziò Sherman e assunse Mike McCarthy, ex coordinatore offensivo dei San Francisco 49ers e dei New Orleans Saints come nuovo capo-allenatore. McCarthy precedentemente aveva anche allenato i quarterback dei Packers nel 1999.

### 2007
Dopo aver mancato i playoff nel 2006, Brett Favre annunciò che non avrebbe fatto ritorno nel 2007: dopo aver cambiato idea, visse quella si rivelò una delle miglior stagioni della sua carriera. I Packers vinsero 10 delle prime 11 gare e terminarono con un record di 13–3, guadagnandosi la possibilità di saltare il primo turno di playoff. L'attacco sui passaggi dei Packers, guidato da Favre e da un abile gruppo di ricevitori, terminò secondo nella NFC, dietro i Dallas Cowboys, e terzo nella lega. Il running back Ryan Grant, acquisito per una scelta del sesto giro dai New York Giants, divenne il principale corridore della squadra Green Bay e corse 956 yard e segnò 8 touchdown nelle ultime dieci gare della stagione regolare. Nel divisional round dei playoff, durante una forte tempesta di neve, i Packers batterono i Seattle Seahawks 42–20. Grant corse per tre touchdown e oltre 200 yard, mentre Favre passò tre touchdown e una palla di neve al ricevitore Donald Driver per festeggiare.
Il 20 gennaio 2008, Green Bay raggiunse la sua prima finale della NFC degli ultimi dieci anni contro i New York Giants a Green Bay. La gara fu perduta 23–20 ai tempi supplementari per un field goal di Lawrence Tynes. Questa fu l'ultima gara della carriera di Favre coi Packers, terminata con l'intercetto subito nei supplementari.
Nel dicembre 2007, Ted Thompson firmò un'estensione contrattuale di 5 anni coi Packers mentre il 5 febbraio 2008 anche l'allenatore Mike McCarthy firmò un prolungamento quinquennale.

## L'era di Aaron Rodgers (2008-2022)

### 2008

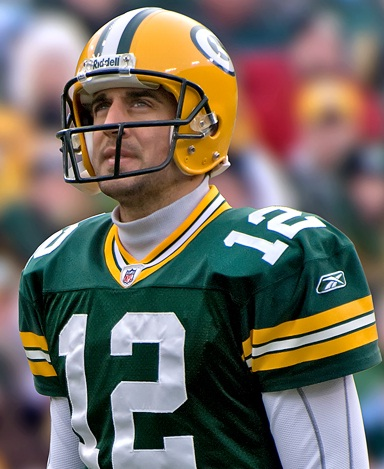
Aaron Rodgers nel 2008.

Il 4 marzo 2008, Brett Favre annunciò il proprio ritiro in lacrime. Nel giro di cinque mesi però fece richiesta alla NFL per tornare ad essere un giocatore. La petizione di Favre fu approvata da Roger Goodell e divenne effettiva il 4 agosto 2008. Il 6 agosto 2008 fu annunciato il passaggio di Brett Favre ai New York Jets in cambio di una scelta del Draft NFL 2009.
I Packers iniziarono la stagione con la loro scelta del primo giro del 2005, Aaron Rodgers dietro il centro, il primo quarterback che non fosse Favre a partire come titolare nei Packers dopo 16 anni. Rodgers giocò bene nel suo primo anno come titolare, lanciando oltre 4.000 yard e 28 touchdown. Gli infortuni però rallentarono la difesa dei Packers, che persero 7 gare per un margine di non più di 4 punti, terminando con un record di 6–10. Dopo la stagione, McCarthy licenziò otto assistenti allenatore, incluso Bob Sanders, il coordinatore difensivo della squadra, che fu sostituito da Dom Capers.

### 2009
Nel marzo 2009, l'organizzazione assicurò ai tifosi che il numero 4 di Brett Favre sarebbe stato ritirato, ma non nella stagione 2009. Nell'aprile 2009, i Packers selezionarono il defensive lineman B.J. Raji dal Boston College come scelta del primo giro. La squadra scambiò poi altre tre scelte (inclusa quella ricevute dai Jets per Brett Favre) per un'altra scelta del primo, selezionando il linebacker Clay Matthews III dalla University of Southern California.

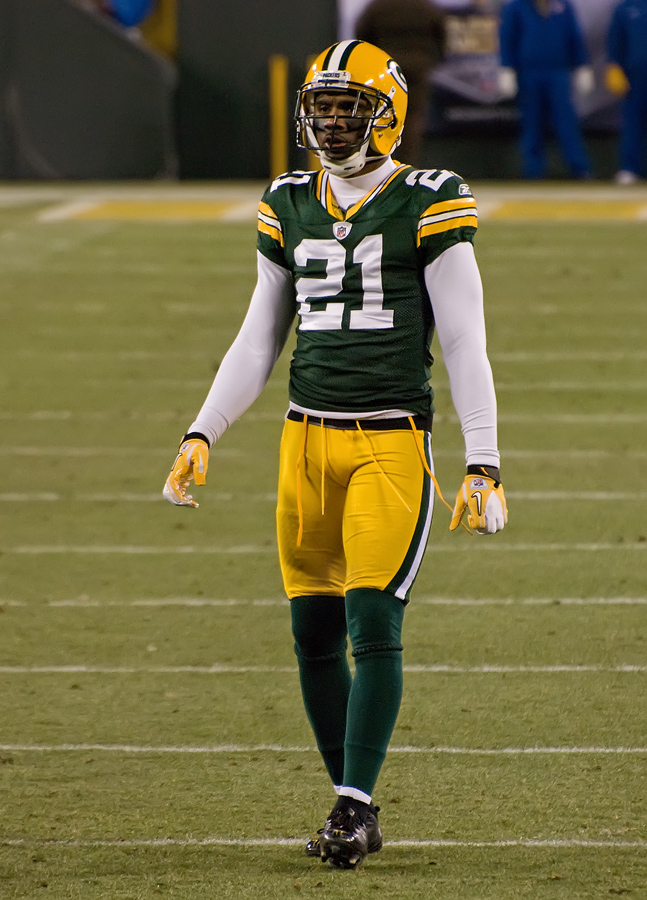
Charles Woodson fu premiato come difensore della anno nel 2009.

Durante la stagione 2009 la squadra si incontrò due volte con l'ex leggendario quarterback Brett Favre, nel frattempo passato ad agosto ai rivali di division dei Vikings. La prima sfida ebbe luogo durante la settimana 4, un Monday Night Football che superò diversi record di audience in TV. I Vikings vinsero la gara 30–23 con Favre che lanciò 3 touchdown senza intercetti, per un passer rating di 135. Le squadre si incontrarono nuovamente nella settimana 8 e Favre guidò i Vikings a una seconda vittoria per 38–26 a Green Bay. Rodgers fu pressato molto durante entrambe le partite, subendo un totale di 14 sack, ma giocò comunque decisamente bene, lanciando cinque touchdown e un solo intercetto. La settimana successiva, i Packers furono sconfitti a sorpresa dai Tampa Bay Buccaneers ancora senza vittorie. Dopo una riunione riservata solo ai giocatori, la squadra migliorò e trovò un suo equilibrio, mentre la offensive line col ritorno del tackle Mark Tauscher fece subire meno sack a Rodgers e aprì il gioco sulle corse per Ryan Grant e gli altri running backs. Green Bay terminò la stagione in crescendo, vincendo sette delle ultime 8 gare e con un record di 11-5 riuscì a centrare una wild card per i playoff. La difesa della squadra si classificò al secondo posto della lega e l'attacco al sesto posto coi rookie Brad Jones e Clay Matthews che si fecero valere come linebacker e giovani giocatori come James Jones, Brandon Jackson, Jermichael Finley e Jordy Nelson che divennero delle armi pericolose in attacco. Rodgers inoltre divenne il primo quarterback della storia a lanciare oltre 4.000 yard in ognuna delle sue prime due stagioni come titolare. Il cornerback Charles Woodson fu premiato come difensore dell'anno dopo aver fatto registrare 74 tackle, 9 intercetti, 2 sack, forzato 4 fumble e segnato 3 touchdown. I 9 intercetti di Woodson furono più del totale di tutti quelli messi a segno dagli avversari dei Packers in 16 partite (8). Anche se la difesa si classificò in un'alta posizione, gli infortuni di Al Harris, Tramon Williams, Will Blackmon, Atari Bigby e Brandon Underwood limitarono notevolmente la linea secondaria e squadre quali i Minnesota Vikings e Pittsburgh Steelers fecero soffrire i Packers puntando su un gioco sui passaggi che vedeva alcuni tra i migliori ricevitori della lega contro difensori ancora inesperti. La stagione si concluse con una sconfitta ai supplementari contro gli Arizona Cardinals per 51–45.

### 2010: vittoria del Super Bowl XLV
Dopo aver vinto le prime due partite nel 2010, i Packers persero tre delle successive quattro gare comprese due nei tempi supplementari. Nella settimana 14, Rodgers subì la seconda commozione cerebrale della stagione venendo sostituito dalla sua riserva Matt Flynn. I Packers persero 7–3 contro i Detroit Lions. Fu la prima vittoria dei Lions nella division dal 2007, fermando una striscia di 19 gare consecutive perse contro i rivali di division. Rodgers saltò la gara seguente terminando la sua striscia di partenze consecutive da titolare a 45, che fu la seconda, alla pari, della storia del club. Alla fine, Rodgers diede la scossa alla squadra, vincendo le due gare finali della stagione regolare contro New York Giants e Chicago Bears, entrambe, di fatto, già due gare ad eliminazione per centrare i playoff.
Con un record di 10–6, i Packers entrarono ai playoff come la sesta e ultima squadra del tabellone delle Wild Card. Rodgers guidò i Packers a superare le squadre coi tre migliori record della NFC in trasferta per tre settimane consecutive. Nel Wild Card round, superarono i numeri 3, i Philadelphia Eagles, 21–16. Nel divisional round, Rodgers passò 366 yard e 3 touchdown nella vittoria 48–21 sui numero 1 del tabellone, gli Atlanta Falcons. Nella finale della NFC, Green Bay batté i Chicago Bears per 21-14. I Packers si guadagnarono così la partecipazione al Super Bowl XLV, vinto 31–25 contro i Pittsburgh Steelers. Aaron Rodgers completò 24 passaggi su 39 tentativi per 304 yard e 3 touchdown e fu nominato miglior giocatore di quell'edizione del Super Bowl. Per Green Bay fu il quarto Super Bowl vinto e il tredicesimo titolo complessivo. Inoltre fu la prima squadra della storia della NFC a vincere il Super Bowl dopo essere partita come ultima nel tabellone dei playoff.

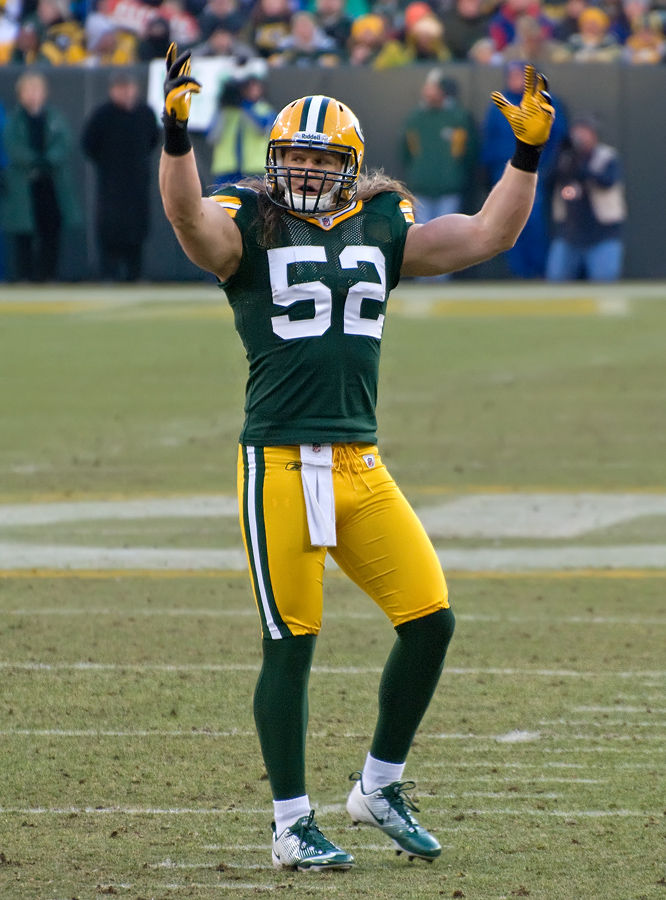
Clay Matthews contro i Giants nel 2012.

### 2011
Rodgers guidò i Packers a una partenza di 13–0 nel 2011 fino alla sconfitta coi Kansas City Chiefs. Rodgers giocò la miglior stagione della carriera, lanciando per 4.643 yard, 45 touchdown e 6 soli intercetti, con un passer rating di 122,5, il più alto della storia della NFL in una singola stagione e venendo premiato come MVP della NFL. I Packers finirono la regular season con un record di 15-1, il migliore della lega, assicurandosi il vantaggio del fattore campo in tutte le gare di playoff.
Dopo aver ricevuto la possibilità di saltare il turno delle wild card grazie alla vittoria nella propria division, i favoritissimi Packers fermarono la loro corsa al secondo Super Bowl consecutivo già nel divisional round, perdendo contro i New York Giants di Eli Manning per 37-20 e mostrando delle inusuali difficoltà offensive mai messe in mostra durante la stagione regolare.

### 2012
La stagione dei Packers iniziò con la sconfitta casalinga coi San Francisco 49ers per 30-22. Il giovedì successivo, i Packers si rifecero battendo gli storici rivali dei Bears. Nella settimana 3 i Packers persero contro i Seattle Seahawks per 14-12 con un controverso passaggio da touchdown di Russell Wilson all'ultimo istante della partita su una situazione di quarto&24. Dopo una vittoria sui Saints nella settimana 5, i Packers sprecarono un vantaggio di 21-3 alla fine del primo tempo perdendo contro gli Indianapolis Colts per 30-27. Dopo quella partita, i Packers persero una sola gara delle successive dieci (coi Giants), prima di venire sconfitti dai Vikings nell'ininfluente ultimo turno. Col record di 11-5 e il terzo posto nella NFC, i Packers furono costretti a giocare il turno delle wild card in cui ritrovarono i Vikings, sbarazzandosene stavolta facilmente.La stagione di Green Bay si chiuse per il secondo anno consecutivo nel divisional round dei playoff, venendo eliminati dai 49ers di Colin Kaepernick che mise in crisi la difesa dei Packers per tutta la gara.

### 2013
Complice una frattura alla clavicola di Rodgers che gli fece perdere sette partite nella seconda parte della stagione (in cui i Packers ebbero un record parziale di 2-4-1), Green Bay arrivò a giocarsi l'accesso ai playoff nell'ultima partita della stagione al Soldier Field contro i Bears, che avrebbe visto la vincente ottenere la qualificazione e la perdente venire eliminata. Tornato in campo in quella gara, a 38 secondi dal termine, Rodgers guidò il drive della vittoria con un passaggio da touchdown da 48 yard per Randall Cobb in una situazione di quarto down e 8. I Packers vinsero così per il terzo anno consecutivo la NFC North division, chiudendo la stagione con un record di 8-7-1 e guadagnando la qualificazione al Wild Card Round.
Nel primo turno di playoff, i Packers al Lambeau Field disputarono una delle migliori prestazioni dell'anno ma furono infine sconfitti come l'anno precedente dai San Francisco 49ers.

### 2014
Nel 2014 i Packers fecero registrare la loro 700ª vittoria nella NFL, contro i Bears nella settimana quattro, diventando la seconda squadra a raggiungere tale cifra dopo gli stessi Bears nel 2010. La loro stagione regolare si concluse da imbattuta in casa (8-0) e con un record complessivo di 12-4, centrando il secondo posto nel tabellone della NFC. Aaron Rodgers per la seconda volta in carriera fu premiato come MVP della lega dopo avere passato 4.381 yard, 38 touhdown e solamente 5 intercetti. Dopo avere avuto la possibilità di saltare il primo turno della post-season, batterono i Dallas Cowboys 26-21 nel secondo, qualificandosi per la finale della NFC al CenturyLink Field di Seattle. In vantaggio per 19-7 a tre minuti dal termine, la squadra subì una clamorosa rimonta, perdendo infine ai tempi supplementari 28-22 contro i campioni in carica.

### 2015

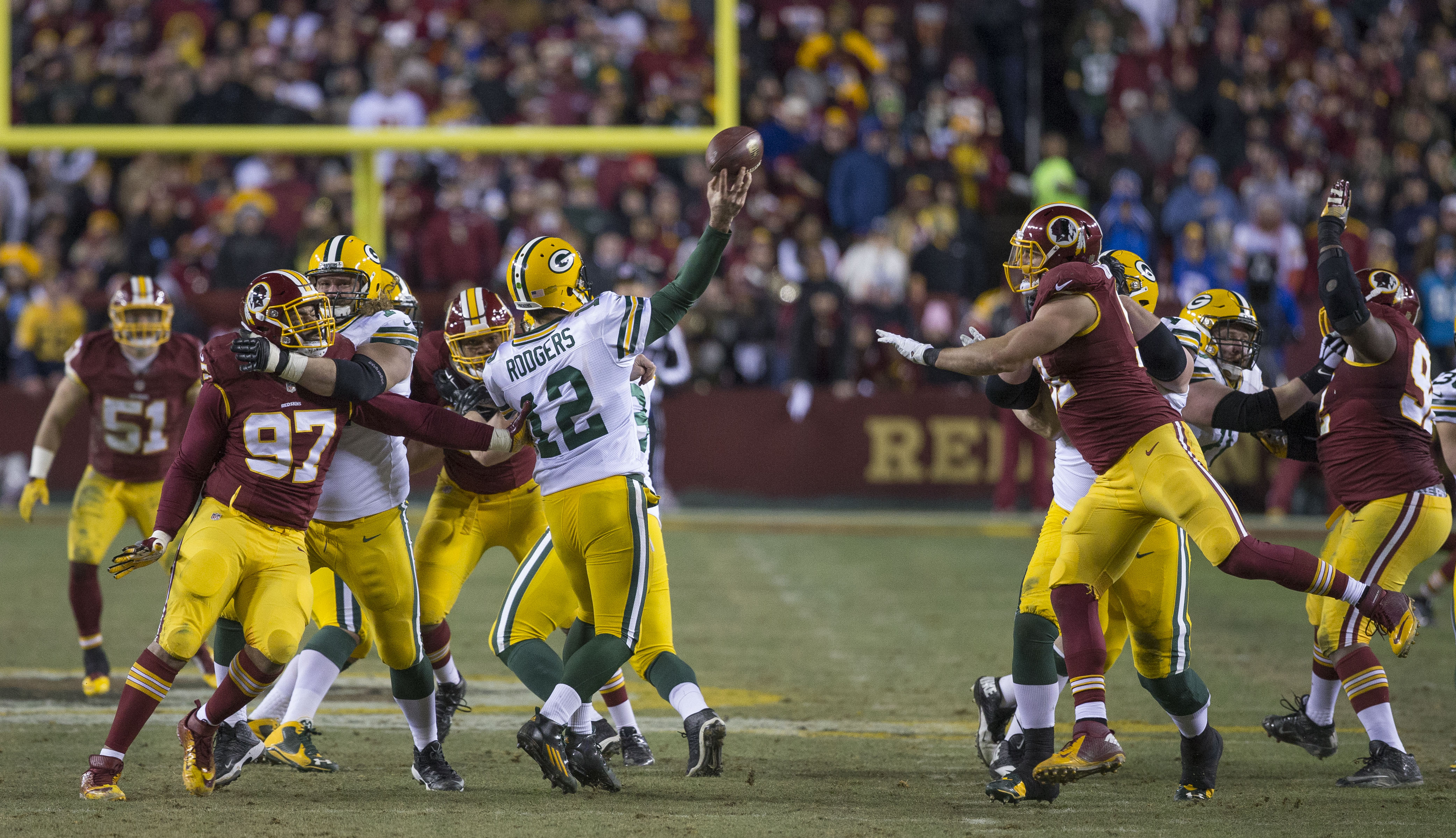
La partita del primo turno di playoff 2015 contro i Redskins

Durante il secondo turno di pre-stagione contro i Pittsburgh Steelers, il wide receiver Jordy Nelson si ruppe il legamento crociato anteriore, perdendo l'intera stagione. Anche senza il loro miglior ricevitore però, i Packers vinsero tutte le prime sei gare. Seguirono però quattro sconfitte nelle successive cinque gare, scendendo a un record di 7-4. Il 3 dicembre contro i Detroit Lions, Green Bay si trovò rapidamente in svantaggi per 20-0 alla fine del primo tempo. Nel secondo però vi fu una rimonta, culminata con un passaggio da touchdown da 61 yard da Aaron Rodgers al tight end Richard Rodgers. Green Bay terminò la stagione regolare con un bilancio di 10-6, al secondo posto nella NFC North dietro ai Minnesota Vikings. Nel primo turnò di playoff batté i Washington Redskins, avanzando al divisional round contro gli Arizona Cardinals. Rodgers riuscì nuovamente a spedire la gara ai supplementari con un passaggio da touchdown da 41 yard per Jeff Janis nel finale. Lì la squadra fu però superata per 26-20, chiudendo la sua stagione.

### 2016
Nel 2016 i Packers iniziarono con un record di 4-2, prima di perdere quattro partite consecutive, mettendo a rischio la partecipazione ai playoff. La squadra però vinse tutte le ultime sei partite, superando in classifica i Vikings e i Lions e tornando a vincere il titolo di division con un record di 10 vittorie e 6 sconfitte, il quinto delle ultime sei stagioni. Nel primo turno di playoff, Green Bay superò i New York Giants per 38-13 tra le mura amiche. Sette giorni eliminò i Dallas Cowboys numeri uno del tabellone della NFC battendoli per 34-31 all'AT&T Stadium con un field goal di Mason Crosby allo scadere. La stagione si chiuse perdendo al Georgia Dome contro gli Atlanta Falcons per 44-21 nella finale della NFC. In questa stagione, Jordy Nelson tornò in azione dopo l'infortunio dell'anno precedente, guidando la NFL con 14 touchdown su ricezione e venendo premiato come Comeback player of the year.

### 2017
Nel 2017 i Packers iniziarono la bene stagione con un 4-1, fino alla 6ª settimana contro i Minnesota Vikings. All'inizio della partita, Aaron Rodgers fu affrontato duramente dal linebacker dei Vikings Anthony Barr, subendo un grave infortunio alla spalla che lo avrebbe tenuto fuori per la maggior parte della stagione. L'attacco venne guidato dal quarterback di riserva Brett Hundley, perdendo 5 delle successive 6 partite, prima di ottenere vittorie ai tempi supplementari contro Tampa Bay e Cleveland. Aaron Rodgers ritornò per la partita successiva, con i Packers a 7-6 e ancora in lizza per i playoff. Tuttavia, il tentativo dei Packers di una rimonta contro i Carolina Panthers fallì, con i Packers che persero 31-24 ed eliminati dai playoff. Aaron Rodgers venne messo in panchina per le ultime due partite della stagione, che furono anche perse dai Packers, facendo finire la squadra 7-9, la loro prima stagione perdente negli ultimi 10 anni. A fine stagione, Ted Thompson, citando problemi di salute, annunciò le sue dimissioni da direttore generale, e il coordinatore difensivo Dom Capers venne licenziato. Thompson fu sostituito da Brian Gutekunst e Capers da Mike Pettine.

### 2018
Nella stagione 2018, che era la centesima di esistenza dei Packers, c'era una rinnovata speranza nella risalita della franchigia, ma l'incongruenza sia dell'attacco che della difesa causarono la perdita di molte partite punto a punto, e anche di perdere partite contro squadre che, sulla carta, erano presumibilmente peggio dei Packers. La goccia che fece traboccare il vaso arrivò nella sconfitta per 20-17 contro gli Arizona Cardinals, che fu la prima vittoria dei Cardinals al Lambeau Field ed eliminò anche i Packers dai playoff per la seconda stagione consecutiva. L'allenatore Mike McCarthy fu prontamente licenziato dopo la partita, segnando la prima volta in assoluto che i Packers avevano licenziato un allenatore durante la stagione regolare, e solo la seconda volta che un allenatore si era dimesso durante la stagione (Gene Ronzani si dimise a metà della stagione 1953). Il coordinatore offensivo Joe Philbin allenò i Packers per il resto della stagione, che terminò con un record ancor peggiore di 6-9-1.

### 2019

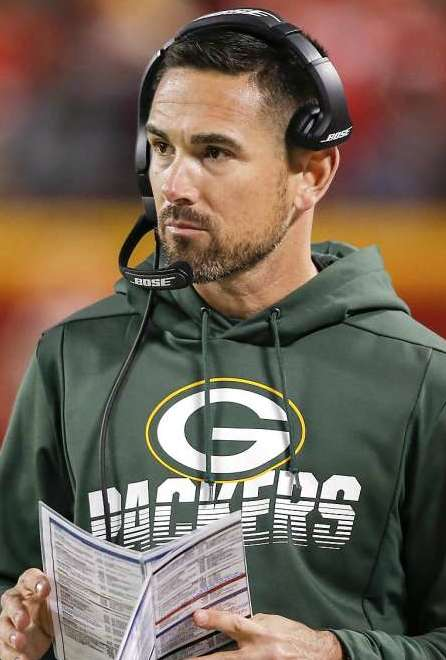
Matt LaFleur fu assunto come capo-allenatore dei Packers nel 2019

Nel 2019 Matt LaFleur fu assunto come nuovo capo-allenatore Dopo avere subito due stagioni perdenti consecutive per la prima volta dal 1990–91 e aver mancato i playoff per due stagioni consecutive per la prima volta dal 2005–06, i Packers fecero ritorno alla post-season per la prima volta dal 2016. Nel sedicesimo turno la squadra si aggiudicò matematicamente la vittoria della NFC North grazie al 23–10 sui Vikings. Nell'ultimo turno una vittoria sui Detroit Lions permise alla squadra di saltare il primo turno di playoff e di battere tutte le avversarie della propria division per la prima volta dal 2011. Sempre dal 2011 i Packers ottennero il loro miglior record finale, 13-3. Rodgers passò oltre 4.000 yard, con 26 touchdown e 4 intercetti. Una delle migliori acquisizioni stagionali fu il defensive end Za'Darius Smith che guidò la squadra con 13,5 sack.
I Packers batterono i Seattle Seahawks 28–23 nel Divisional round del playoff dopo di che fecero visita ai San Francisco 49ers numero 1 del tabellone della NFC nella finale di conference, dove furono battuti per 37–20.

### 2020
Nel 2020 i Packers furono una delle squadre più dominanti della NFL, pareggiando il loro record di 13-3 della stagione precedente. Si assicurarono così il miglior record della NFC e la possibilità di saltare il primo turno di playoff. Nel secondo batterono i Los Angeles Rams 32–18, ma persero nella finale di conference per il secondo anno consecutivo contro i futuri vincitori del Super Bowl LV dei Buccaneers. Aaron Rodgers fu premiato per la terza volta come MVP della NFL.

### 2021
Con il calendario ampliato a diciassette partite, Green Bay chiuse con un record di 13-4, saltando per il terzo anno consecutivo il turno delle wild card dei playoff. Lì furono subito eliminati dai San Francisco 49ers perdendo per 13-10. Rodgers vinse il secondo titolo di MVP consecutivo, il quarto complessivo.

### 2022
Nell'ultima stagione con Aaron Rodgers alla guida della squadra, i Packers raggiunsero il maggior numero di vittorie nella storia della NFL quando batterono i Chicago Bears nella settimana 13, i quali avevano detenuto il record in ogni stagione a partire dal 1921. Malgrado avere vinto tre delle prime quattro gare, i Packers in seguito collassarono. Ebbero una striscia di cinque sconfitte consecutive (la loro più lunga dal 2008), scendendo a un bilancio di 3–6 prima di battere i Cowboys ai tempi supplementari per 31–28. Dopo essere scesi a 4–8, vinsero quattro partite consecutive, rimanendo in corsa per i playoff. Per raggiungerli sarebbe stata sufficiente una vittoria nell'ultimo turno Lions ma il club uscì sconfitto, rimanendo fuori dalla post-season per la prima volta dal 2018. Sempre da quella stagione ebbero per la prima volta un record negativo e per la prima volta non vinsero la division.

## Gli anni post-Aaron Rodgers (2023-presente)

### 2023
Il 25 aprile 2023 si chiuse un'epoca per la franchigia con la cessione dopo 17 stagioni di Aaron Rodgers ai New York Jets.